# Georg Ignaz Komp
Georg Ignaz Komp (né le 5 juin 1828 à Hammelburg et mort le 11 mai 1898 à Mayence) est évêque de Fulda et nommé archevêque de Fribourg. Il n'a pas pu assumer cette dernière fonction, car il est décédé peu avant de prendre ses fonctions. 

## Biographie
Georg Ignaz Komp est né à Hammelburg en 1828. Neveu du théologien Heinrich Komp (de), il étudie la théologie catholique à Bonn, Fulda et au Germanicum de Rome et est ordonné prêtre à Rome le 12 juin 1853. Après son retour à Fulda en 1855 en tant que docteur en théologie, il occupe divers postes dans la formation sacerdotale, puis à partir de 1861 comme responsable du séminaire. En outre, il est membre du conseil municipal de Fulda pour le Zentrum, il est actif dans des associations catholiques et, à partir de 1860, il est supérieur des Sœurs de la Miséricorde. En 1882, il devient chapitre de la cathédrale. 
En 1894, Komp est nommé évêque de Fulda par le pape Léon XIII. Sa consécration en tant qu'évêque lui est donnée le 25 juillet 1894 par l'archevêque de Fribourg Johannes Christian Roos (de) avec comme co-consécrateurs Karl Klein (de) et Paul Leopold Haffner. Au cours de son mandat de deux ans, Komp apporte une contribution spéciale à la formation sacerdotale de Fulda. 
Dans l'archidiocèse de Fribourg, une situation difficile s'est créée après la mort de l'archevêque Roos le 22 octobre 1896, car selon la loi actuelle sur l'église d'État, le gouvernement du grand-duché de Bade a son mot à dire dans la nomination de l'archevêque. Elle rejette l'évêque auxiliaire Justus Knecht (de), qui est favorisé par le chapitre de la cathédrale. Le 21 mars 1898, Georg Ignaz Komp, presque septuagénaire, est élu à l'unanimité comme candidat de compromis. Le lendemain, il se rend à Munich pour faire le credo des apôtres nécessaire à la confirmation du pape devant le nonce apostolique. 
L'annonce de la nomination par le pape Léon XIII a lieu le 24 mars 1898. L'inauguration avec intronisation solennelle et possession par le diocèse est fixée au 12 mai. Elle doit être réalisée par l'évêque de Mayence, Paul Leopold Haffner. Komp doit donc se rendre à Mayence pour recevoir le pallium, y passer la nuit puis se rendre à Fribourg. Peu de temps après son arrivée au palais épiscopal de Mayence, il subit un accident vasculaire cérébral, perd immédiatement connaissance, reçoit les sacrements de la mort et décède le 11 mai 1898 à 1 heure du matin, sans jamais être entré dans «son» archidiocèse et par conséquent sans avoir pris la charge d'archevêque de Fribourg. 
Sa sépulture se trouve sous le dôme de la cathédrale de Fulda devant l'autel du Sturm. 
Le prêtre et compositeur Heinrich Fidelis Müller (de) dédie à Georg Ignaz Komp la composition Missa in honorem St. Bonifatii Episc. et Mart. pour chœur mixte op.19

## Armoiries de l'évêque
L'emblème des armoiries montre: dans les champs 1 et 4 en blanc/argent une croix noire, les armoiries de la principauté abbatiale de Fulda (de) (diocèse de Fulda). Dans le champ 2 écartelé le champ 1 en blanc/argent une croix noire, les armoiries du diocèse de Fulda, le champ 2 en rouge la roue de Mayence en argent à six branches, le champ 3 divisé et divisé à l'avant, rouge / argent en haut, en bas en blanc / argent, croix noire, au dos en croix rouge blanc / argent, les armoiries de Fuldaer Land, champ 4 en rouge trois pointes blanches / argent ( Frankenrechen ), les armoiries de son évêché natal de Wurtzbourg. Dans le champ 3 en vert sur une colline noire une fontaine d'argent avec un bol, les armoiries de sa famille. 
Derrière le panneau se trouve la croix de l'évêque, au-dessus du galero vert (chapeau d'évêque) avec les six glands verts suspendus (fiocchi).

## Publications
- Fürstabt Johann Bernhard Schenk von Schweinsberg (de), der zweite Restaurator des Katholicismus im Hochstifte Fulda (1623-1632), nach meist unedirten Quellen. A. Maier, Fulda 1878.